# Tieners schrijven voor tieners
Tieners schrijven voor tieners was een actie van uitgeverij Kluitman in de jaren 1970, waarbij diverse would-be-schrijvers in hun tienerjaren zo aansprekend mogelijke verhalen moesten schrijven voor hun leeftijdgenoten. De verhalen werden vervolgens door Kluitman in boekvorm uitgegeven, als onderdeel van een aparte jeugdboekenserie die onder dezelfde naam als de actie werd uitgebracht. De schrijvers waren overwegend meisjes in de puberleeftijd en jonge vrouwen.
De boeken werden van illustraties voorzien door Will Berg en Lies Veenhoven.
Auteurs die in deze serie publiceerden waren: Mariuccia Baranelli, Greetje Kip, Inge Neeleman en Gerda Vreeburg.